# Peter Drake
Pete Drake (Augusta, Georgia, 8 de octubre de 1932-Nashville, Tennessee, 29 de julio de 1988) fue un músico y productor musical estadounidense, famoso en la escena musical de Nashville como pedal steel player.
Uno de los músicos de sesión más buscados en la década de 1960, Drake tocó con artistas de la talla de Lynn Anderson, Charlie Rich y Bob Dylan en éxitos como «Rose Garden», «Behind Closed Doors» y «Lay Lady Lay». 

## Biografía
Drake nació en Augusta, Georgia, hijo de un predicador, en 1932. En 1950, se trasladó a Nashville y escuchó a Jerry Byrd en el Grand Ole Opry, que le inspiró para comprar una steel guitar. Organizó una banda, Sons of the South, en Atlanta en la década de 1950, que incluyó futuras celebridades del country como Jerry Reed, Doug Kershaw, Roger Miller, Jack Greene y Joe South.
En 1959 se trasladó a Nashville y salió de gira como músico de respaldo de Don Gibson, Marty Robbins y otros artistas. En 1964 obtuvo un éxito internacional en Smash Records con el álbum Forever. El sencillo homónimo alcanzó el puesto 22 en la lista Billboard Hot 100, vendió más de 1 millón de copias y fue certificado como disco de oro. Su uso innovativo de lo que sería denominado talk box, posteriormente utilizado por Peter Frampton, Joe Walsh, Roger Troutman y Jeff Beck, añadió nuevos efectos al pedal steel guitar. El sonido del talk box con una steel guitar fue nuevo en la década de 1960. Según Drake: «Tocabas las notas en la guitarra e iban a través del amplificador. Tenía un sistema de modo que desconectabas los altavoces y el sonido iba a través del controlador dentro de un tubo de plástico. Ponías el tubo a un lado de tu boca, luego formabas las palabras con la boca y lo tocabas. De hecho no decías una palabra: tus cuerdas vocales son la guitarra, y tu boca el amplificador. Está amplificado por un micrófono».
Drake también tocó en tres álbumes de Bob Dylan grabados en Nashville, incluyendo Nashville Skyline, y en el álbum de Joan Baez David's Album. También trabajó con George Harrison en All Things Must Pass, y produjo el álbum de Ringo Starr Beaucoups of Blues en 1970.
Drake produjo también álbumes para otros artistas, y fundó las discográficas Stop Records y First Generation Records. Fue introducido en el Salón de la Fama de la Música Country en 1970, en el Salón de la Fama del Steel Guitar en 1987 y en el Salón de la Fama de la Música de Georgia en 2010.
Después de sufrir un enfisema pulmonar tras 40 años con el hábito de fumador, la salud de Drake comenzó a deterioriarse en 1985. El músico construyó un estudio de grabación en su hogar de Brentwood donde continuó trabajando a diario hasta que perdió su batalla contra el cáncer el 29 de julio de 1988, a la edad de 55 años. Fue enterrado en el Spring Hill Cemetery de Nashville.